# Izpodriv
Izpodriv (ang. Displacement ali Displacement tonnage) je termin, ki se večinoma uporablja na ladjah. Izpodriv je teža (masa) vode, ki jo ladja ali drug objekt izpodrine. Izpodriv je povsem enak teži ladje. Po navadi se meri v metričnih tonah, kdaj tudi v kratkih in dolgih tonah.
Izpodriv ni isto kot nosilnost ali pa registrska tona (ki je enota z volumen).
100-tonska ladja v slani vodi (s povprečno gostoto 1025 kg/m³) ali pa sladki vodi (gostota okrog 1000 kg/m³)-  v obeh primerih izpodrine 100 ton vode, vendar je volumen izpodrinjene sladke vode večji.